# Viburnum erubescens
Viburnum erubescens är en desmeknoppsväxtart som beskrevs av Nathaniel Wallich. Viburnum erubescens ingår i släktet olvonsläktet, och familjen desmeknoppsväxter. Inga underarter finns listade i Catalogue of Life.